# Violet MacMillan
Pour les articles homonymes, voir MacMillan.
Violet MacMillan (née le 4 mars 1887 à Grand Rapids, (Michigan), et morte le 29 décembre 1953 à Grand Rapids, (Michigan)) est une actrice et réalisatrice américaine.

## Filmographie partielle

### Comme actrice
- 1914 : The Patchwork Girl of Oz de J. Farrell MacDonald
- 1914 : La Cape magique d'Oz de J. Farrell MacDonald
- 1914 : His Majesty, the Scarecrow of Oz de L. Frank Baum

### Comme réalisatrice
- 1916 : In Dreamy Jungletown